# Mesrop Masjtotslaan
De Mesrop Masjtotslaan (Armeens: Մաշտոցի Պողոտա, Mashtots'i Poghota) is een straat in het district Kentron van de Armeense hoofdstad Jerevan. Tussen 1924 en 1990 heette de straat de Leninlaan. 
De laan is 2,6 kilometer lang en loopt vanaf de Haghtanakbrug in het zuiden tot het museum Matenadaran in het noorden. Met telkens drie rijstroken in elke richting is het een van de breedste lanen in de stad. Het zuidelijke deel is vrij rustig en niet erg commercieel, terwijl er zich verder naar het noorden, waar het de centrale en actieve zone van de stad kruist, een aantal winkels, restaurants, bars en bioscopen bevinden.
Tijdens het Sovjettijdperk was de straat al een hoofdader van de stad en werd deze vernoemd naar Vladimir Lenin. Toen Armenië onafhankelijk werd, verwijderde Armenië alle communistische symbolen en werden ook een aantal straten en lanen hernoemd. De Leninlaan werd hernoemd tot Mesrop Masjtotslaan als eerbetoon aan Mesrop Masjtots, een monnik en ontwerper van het Armeens alfabet.
Veel prominente gebouwen in de stad Jerevan bevinden zich aan de Mesrop Masjtotslaan. Hieronder is een lijst met belangrijke gebouwen langs de laan (van noord naar zuid): 
- Blauwe moskee (1768)
- Edoeard Isabekiangalerij (2007)
- Operatheater (1933)
- Nairi-bioscoop (1954)
- Matenadaran (1959)
- Presidentiële residentie (1985)
- Staatspoppentheater van Jerevan (1987)

## Fotogalerij

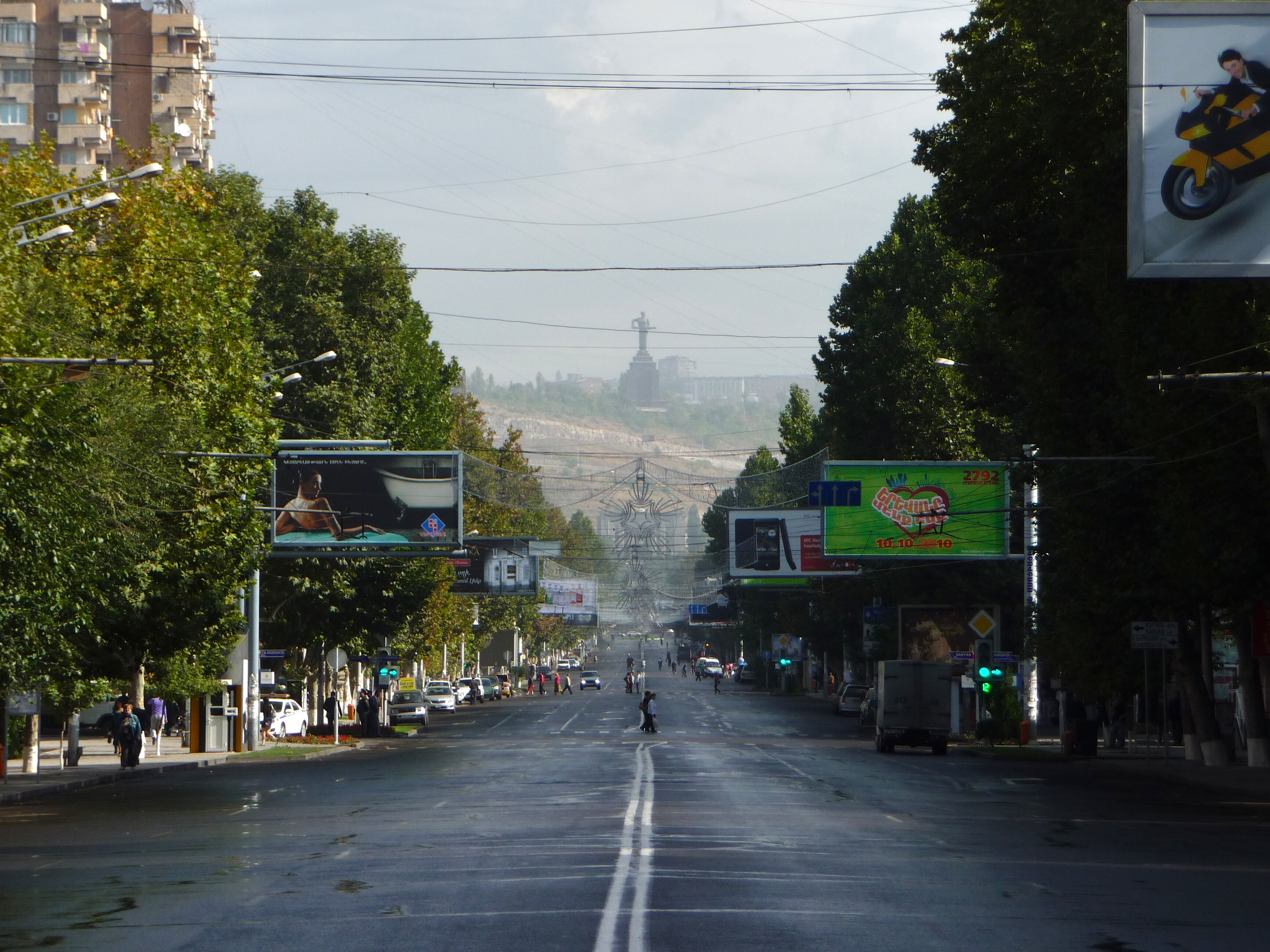
Mesrop Masjtotslaan van zuid naar noord
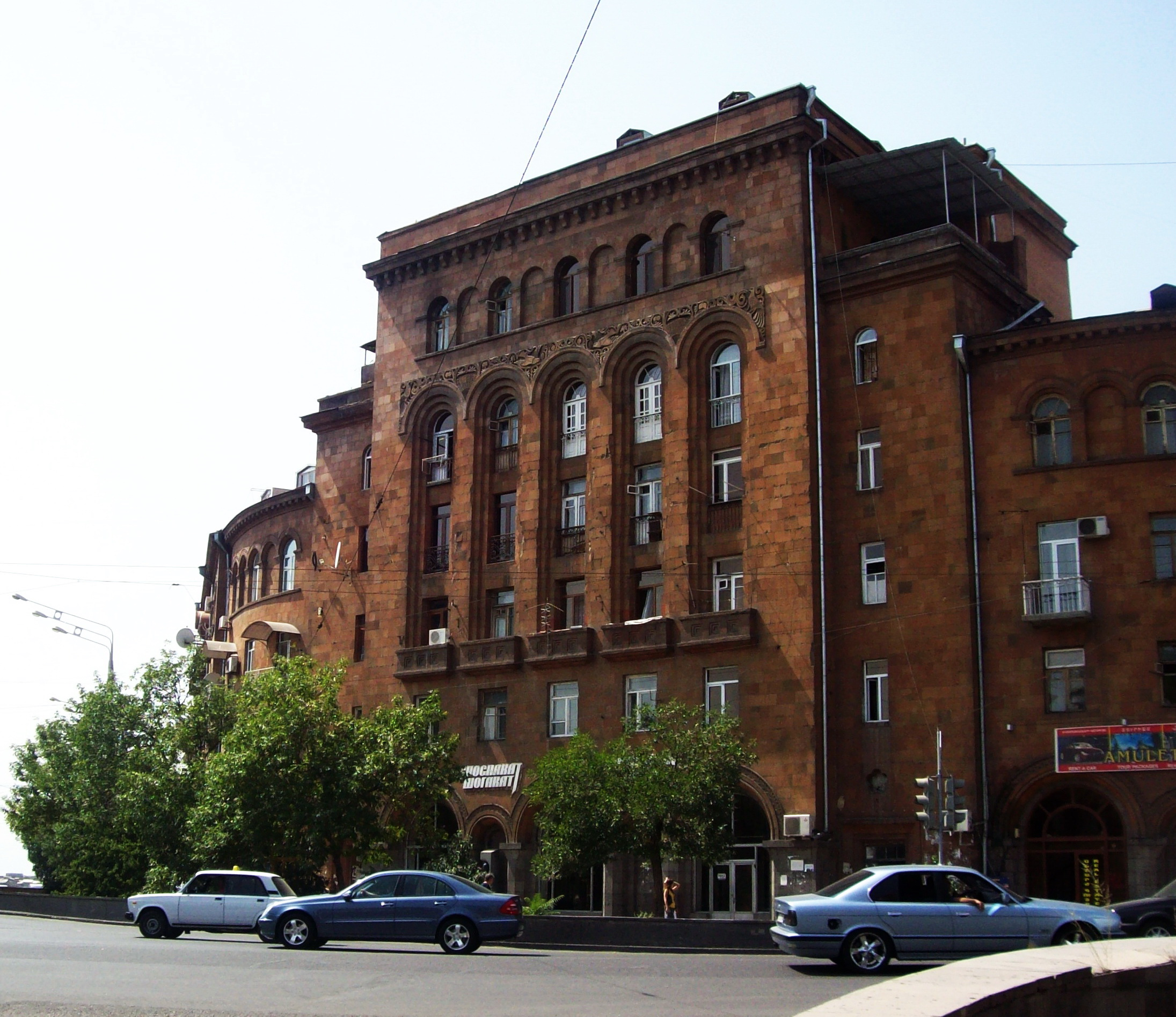
Residentieel gebouw aan de laan
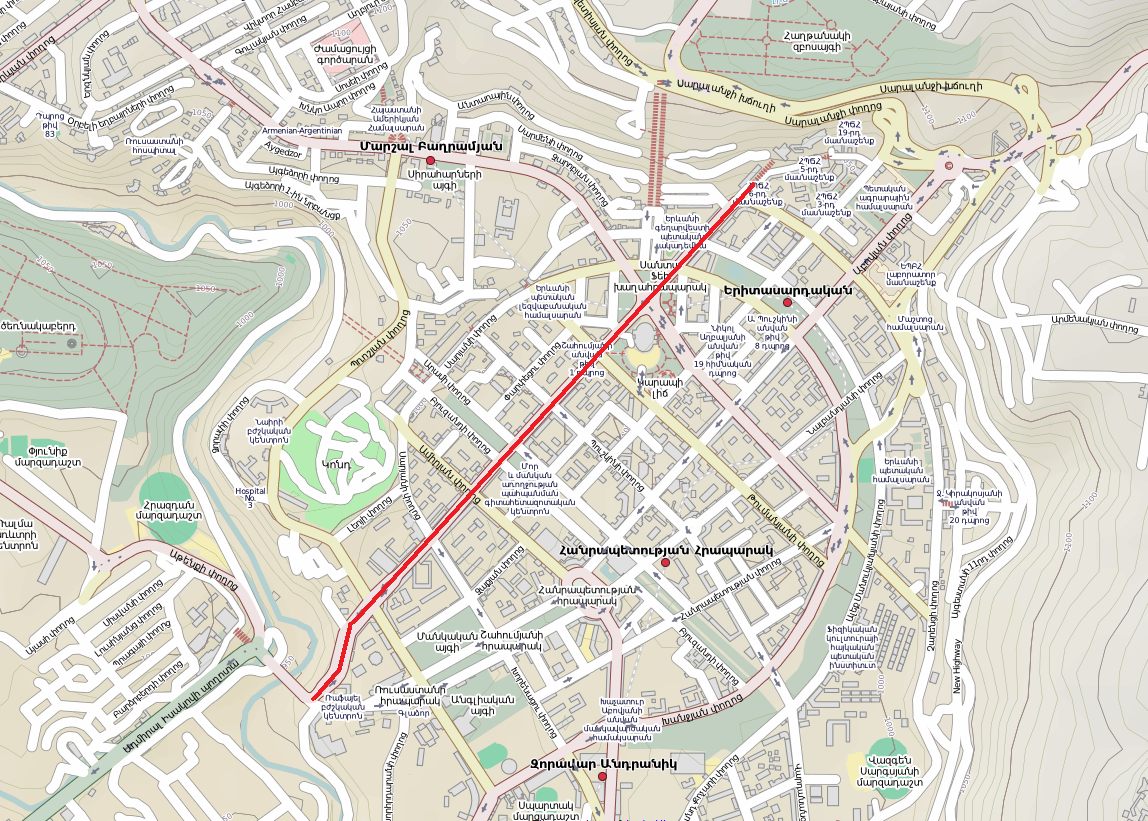
Mashtots Laan op de map
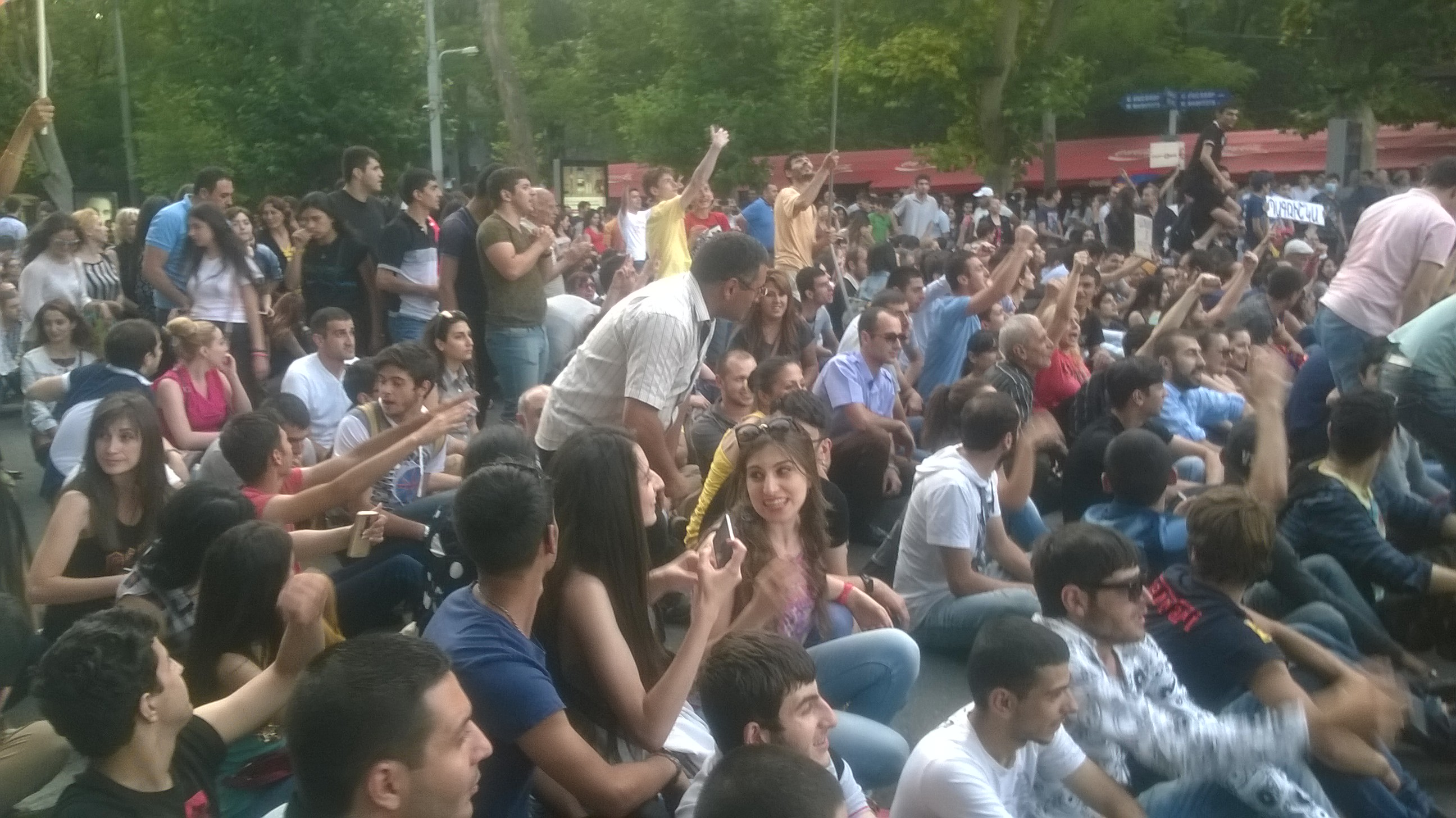
Sit-in tegen de  stijging van de elektriciteitstarieven, 26 juni 2015